# Cerromojonita
La cerromojonita és un mineral de la classe dels sulfurs que pertany al grup de la bournonita. Rep el nom de Cerro Mojón, el cim de muntanya més alt més proper a la localitat tipus: la mina El Dragón (Bolívia).

## Característiques
La cerromojonita és una sulfosal de fórmula química CuPbBiSe₃. Va ser aprovada com a espècie vàlida per l'Associació Mineralògica Internacional l'any 2018, sent publicada per primera vegada el mateix any. Cristal·litza en el sistema ortoròmbic.
Els exemplars que van servir per a determinar l'espècie, el que es coneix com a material tipus, es troben conservats a les col·leccions del Museu d'Història Natural de Londres (Anglaterra), amb el número de registre: bm 2018,11; i al Museu Mineralògic de Múnic, amb el número d'inventari: msm 73583.

## Formació i jaciments
Va ser descoberta a la mina El Dragón, situada a la província d'Antonio Quijarro (Departament de Potosí, Bolívia), en forma de grans minúsculs (fins a 30 µm de mida) formant intercreixements amb hansblockita i quijarroïta. Aquest indret és l'únic indret de tot el planeta on ha estat descrita aquesta espècie mineral.